# Xavier Salinas i Vinyals
Xavier Salinas i Vinyals (València, 23 de gener de 1948) fou Bisbe de Mallorca des de 2012 fins al setembre de 2016.

## Biografia
Xavier Salinas va nàixer el 23 de gener de 1948 a València.
Va cursar estudis eclesiàstics al Seminari Metropolità de València,rebent l'ordenació sacerdotal el 23 de juny de 1974. És Doctor en Catequesi per la Pontifícia Universitat Salesiana de Roma (1979-1982).

## Sacerdoci
Va ser ordenat el 23 de juny de 1974.
El seu ministeri sacerdotal el va iniciar en la Parròquia de Sant Jaume de Moncada, d'on va ser coadjutor entre 1974 i 1976. Aquest últim any va ser nomenat superior del Seminari Menor de València, càrrec que va exercir fins a 1977, quan va ser nomenat consiliari diocesà del Moviment Júnior (1977-1979)
Després de la seva estada a Roma, va tornar a València com a delegat episcopal de Catequesi, del 1982 al 1992; capellà i director espiritual al Col·legi Seminari Corpus Christi de València, de 1987 a 1992, i Vicari Episcopal, del 1990 al 1992.

## Episcopat
Al 1992 va ser nomenat Bisbe d'Eivissa, seu que va dirigir fins al 4 de setembre de 1997, quan va ser promogut a la diòcesi de Tortosa de la que va prendre possessió el 26 d'octubre.
Va exercir d'administrador apostòlic seu vacant de la diòcesi de Lleida entre 2007 i 2008.
El 16 novembre 2012 va ser nomenat pel Papa Benet XVI Bisbe de Mallorca. Va prendre possessió el 12 de gener de 2013, a la catedral de Mallorca.
A la Conferència Episcopal Espanyola és President de la Subcomissió Episcopal de Catequesi des de 1999. El 23 d'octubre de 2012 la Santa Seu va nomenar membre del Consell Internacional per a la Catequesi (COINCAT), organisme consultiu vinculat a la Congregació per al Clergat.
El novembre de 2015 va ser cridat a consultes al Vaticà, on, durant 4 dies, va donar explicacions sobre la seva presumpta relació amb una dona casada, amb la qual hauria trencat el seu celibat. De fet, la relació entre ambdós hauria provocat el divorci de la dona.
El 8 de setembre de 2016 va ser nomenat bisbe auxiliar de València. El 15 de febrer de 2023 va presentar la seva renúncia en el càrrec en complir 75 anys d'edat.
El setembre de 2016 el Vaticà el va destituir, per tancar la polèmica per la suposada relació sentimental de Salinas amb la seva secretària. Es va situar provisionalment al capadavant de la diòcesi el fins llavors bisbe auxiliar de Barcelona, Sebastià Taltavull.